# Israel Putnam
Israel Putnam (7. ledna 1718 Danvers – 29. května 1790 Brooklyn), obecně známý jako Old Put („Starý Put“), byl důstojník britské a generál americké armády, který bojoval během francouzsko-indiánské a americké revoluční války.

## Stručný životopis

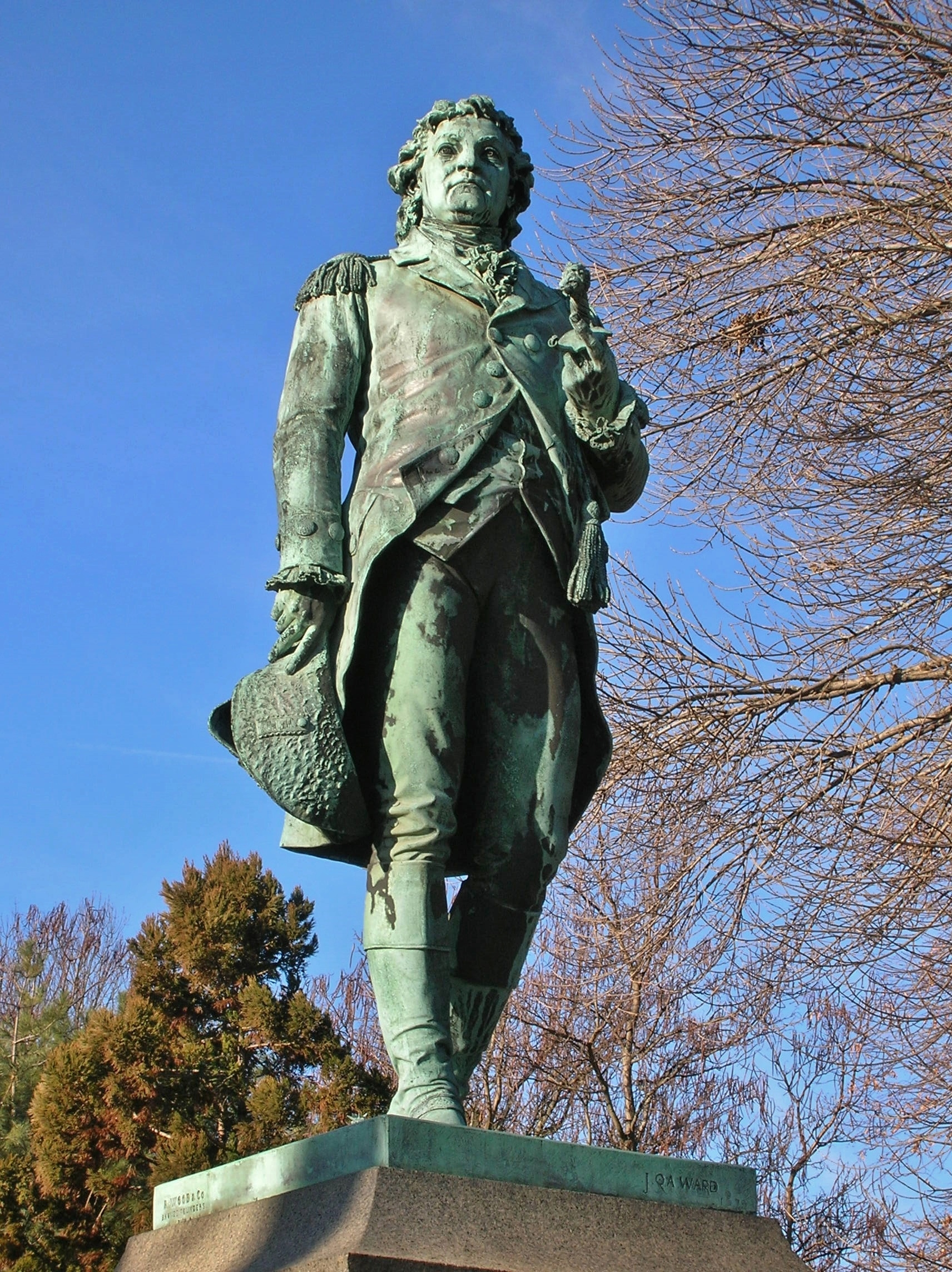
Socha Israela Putnama v Bushnell Parku v Hartfordu

Pocházel z Massachusetts, v roce 1740 začal žít v Brooklynu v Connecticutu. Během francouzsko-indiánské války (1754–1763) sloužil jako důstojník v jednotce Rogersových Rangerů. V roce 1758 byl zajat mohawskými válečníky z francouzské misie Kahnawake. Ti ho chtěli upálit, ale na poslední chvíli ho zachránil francouzský důstojník. V roce 1759 velel pluku při druhém anglickém útoku na Fort Carillon, v roce 1760 se zúčastnil tažení na Montreal. Při útoku na Kubu v roce 1762 přežil ztroskotání lodi. V roce 1763 se zúčastnil bojové akce, která měla vysvobodit Indiány obléhanou pevnost Detroit během Pontiacova povstání.
Ve druhé polovině 60. let 18. století se začal stávat odpůrcem britské politiky v amerických koloniích, především brojil proti zákonu o kolkovném. Tou dobou se z něj stal úspěšný farmář a majitel hostince. V dubnu 1775, hned po bitvě u Lexingtonu a Concordu nabídl své služby nově vznikající americké armádě. Okamžitě získal hodnost generálmajora. Jeho jméno je především spojeno s bitvou u Bunker Hillu (17. června 1775), kde patřil mezi vrchní velitele a hlavní strůjce úspěšné americké obrany. Kongresem byl mezitím jednomyslně zvolen mezi zástupce (generálmajory) generála Washingtona. Velel kontinentálním jednotkám během obléhání Bostonu. V bitvě o Long Island musel se svou jednotkou ustoupit, přičemž byl následně některými členy druhého kontinentálního kongresu obviněn z toho, že zapříčinil porážku. George Washington se za něj nicméně postavil. V říjnu 1777 se podařilo britským vojákům generála Clintona oklamat Putnama, což vyústilo ve ztrátu Fort Montgomery a Fort Clinton. Došlo k vyšetřování, zda za to Putnam nese odpovědnost, ale nakonec komise konstatovala, že důvodem neúspěchu byl nedostatek vojáků. Washington mezitím z různých důvodů ztratil v Putnama část důvěry a převelel ho na méně důležitou pozici. V prosinci 1779 utrpěl Putnam cévní mozkovou příhodu, která ukončila jeho vojenskou kariéru. Zemřel v roce 1790 v Brooklynu v Connecticutu.
Vynikal kuráží a nebojácností, jeho někdy zmiňovaným nedostatkem byla absence formálního vojenského vzdělání a vybraného důstojnického chování. Vždy velel zepředu, nikoli z bezpečí zadních linií. Lidové zkazky o jeho odvážných činech a válečnických úspěších kolovaly po amerických koloniích a státech. Je po něm pojmenováno množství míst (okresů, ulic, parků) v mnoha státech USA. Má i svou sochu.